# Крылов, Сергей Николаевич (автогонщик)
Сергей Николаевич Крылов (16 апреля 1963, Москва) — российский автогонщик, был основателем и промоутером серии Russian Touring Car Championship (RTCC).

## Общая информация
Сергей Крылов начал работу в автомобильном бизнесе в 1994 году, основав компанию по продаже автомобильных запчастей. С 1998 года участвовал в российских автогонках, в классе «Туринг». В этом же году собрал команду Спорт-Гараж. В 2001 году организовал монокубок на идентичных автомобилях Volkswagen Polo. С 2001 года являлся членом Комитета кольцевых гонок Российской автомобильной федерации. С 2004 года возглавлял серию Russian Touring Car Championship. В 2005 году стал бронзовым призёром чемпионата России по кольцевым гонкам, в 2008 году — вице-чемпионом России в классе «Туринг». Неоднократно принимал участие в международных соревнованиях, в том числе и в мировом первенстве WTCC. Серебряный призёр Eврофинала ETCC (European Touring Car Championship) 2005 г., бронзовый призёр ETCC 2010 г.
Работал комментатором гонок WTCC.
Женат.

## Спортивная карьера
- 1998 — гоночная серия «АСПАС», класс «Туризм»: 12 место
- 1999 — Чемпионат России по автомобильным кольцевым гонкам (ЧР), класс «Туризм»: 15 место
- 2000 — ЧР класс «Туризм 2000»: 17 место
- 2001 — ЧР класс «Туринг»: 8 место
- 2002 — ЧР класс «Туринг»: 5 место
- 2002 — моносерия Зимний Кубок VW Polo: 4 место
- 2003 — ЧР класс «Туринг»: 11 место
- 2004 — RTCC, Класс «Туринг»: 4 место
- 2004 — RTCC, Класс «Туринг-Лайт»: 15 место
- 2005 — RTCC, Класс «Туринг-Лайт»: 4 место
- 2005 — RTCC, Класс «Супер-Продакшн»: 3 место
- 2005 — Кубок Европы ETCC, Класс «Суперпродакшн»: 2 место[2].
- 2006 — RTCC, Класс «Туринг-Лайт»: 12 место
- 2007 — RTCC, Класс «Туринг-Лайт»: 11 место
- 2007 — WTCC участвовал «Brands Hatch (GBR) 22/23 September», команда GR Asia, автомобиль SEAT Leon: 21 место (2 очка) по итогам сезона[3].
- 2008 — RTCC, Класс «Туринг»: 2 место
- 2010 — RTCC, Класс «Туринг»: 14 место
- 2010 — Кубок Европы ETCC, класс «Super 1600»: 3 место[4].

|  |  |  |  |  |  |  |  |  |  |  |  |  |  |  |  | сход | 20 |  |  |  |  |